# Athlītikī Enōsī Zakakiou
L'Athlītikī Enōsī Zakakiou è una società calcistica con sede nella città di Limassol.
Fondato nel 1956 milita nella B' Katīgoria, la seconda divisione del campionato cipriota.

## Palmarès

### Competizioni nazionali
- G' Katīgoria: 2

1992-1993, 1997-1998
- D' Katīgoria: 2

1986-1987, 1991-1992

### Altri piazzamenti
- B' Katīgoria:

Secondo posto: 2015-2016

## Organico

### Rosa 2023-2024
Aggiornata al 19 ottobre 2023.
| N. |                           | Ruolo | Calciatore               |
| -- | ------------------------- | ----- | ------------------------ |
| 1  | Svizzera (bandiera)       | P     | Bojan Milosavljevic      |
| 2  | Cipro (bandiera)          | D     | Valentinos Pastellis     |
| 3  | Cipro (bandiera)          | D     | Charalampos Antoniou     |
| 5  | Cipro (bandiera)          | D     | Kyriakos Antoniou        |
| 6  | Cipro (bandiera)          | D     | Evagoras Antoniou        |
| 7  | Spagna (bandiera)         | C     | Francisco Roldán         |
| 8  | Belgio (bandiera)         | D     | Fostave Mabani           |
| 10 | Ghana (bandiera)          | C     | Alex Opoku Sarfo         |
| 11 | Croazia (bandiera)        | C     | Martin Šlogar            |
| 13 | Capo Verde (bandiera)     | D     | Delmiro                  |
| 14 | Cipro (bandiera)          | D     | Alkiviadis Christofi     |
| 15 | Capo Verde (bandiera)     | C     | Kenny Rocha Santos       |
| 17 | Colombia (bandiera)       | C     | Yair Castro              |
| 18 | Rep. del Congo (bandiera) | A     | Valdy Matongo            |
| 19 | Cipro (bandiera)          | A     | Anninos Charalampous     |
| 20 | Scozia (bandiera)         | C     | Alastair Reynolds        |
| 21 | Cipro (bandiera)          | C     | Konstantinos Michailidis |

| N. |                           | Ruolo | Calciatore               |
| -- | ------------------------- | ----- | ------------------------ |
| 23 | Cipro (bandiera)          | C     | Andreas Frangos          |
| 24 | Cipro (bandiera)          | D     | Antonis Eleftheriou      |
| 25 | Nigeria (bandiera)        | C     | Victor Godwin            |
| 26 | Cipro (bandiera)          | A     | Iōannīs Chatzīvasilīs    |
| 27 | Costa Rica (bandiera)     | D     | John Ruiz                |
| 28 | Cipro (bandiera)          | P     | Neofytos Stylianou       |
| 29 | Paesi Bassi (bandiera)    | A     | Mark Sifneos             |
| 30 | Francia (bandiera)        | A     | Nicolas Diguiny          |
| 33 | Cipro (bandiera)          | C     | Andreas Christou         |
| 43 | Paesi Bassi (bandiera)    | C     | Ilias El Ghamarti        |
| 90 | Cipro (bandiera)          | A     | Theodoros Iosifidis      |
| 92 | Nigeria (bandiera)        | A     | Rasheed Yusuf            |
| 99 | Cipro (bandiera)          | P     | Yigal Becker             |
|    | Belgio (bandiera)         | D     | Ardjouma Junior Diomandé |
|    | Algeria (bandiera)        | C     | Adel Beggah              |
|    | Rep. del Congo (bandiera) | C     | Pomi Nzaou               |